# Новорусановка
Новоруса́новка — село в Спасском районе Приморского края, входит в состав Духовского сельского поселения.

## География
Село Новорусановка находится к северу от города Спасск-Дальний, восточнее села проходит железная дорога Хабаровск — Владивосток. В 3 км к западу от села находится исток реки Красная.
Дорога к селу Новорусановка идёт через станцию ДВЖД Сунгач и административный центр сельского поселения Духовское, отходя на запад от автотрассы «Уссури».
Расстояние до села Духовское около 10 км, до трассы «Уссури» около 12 км, до районного центра Спасск-Дальний (на юг по автотрассе «Уссури») около 54 км.

## Население
| 1912 | 1923 | 1926 | 1959 | 1970 | 1979 | 2002 |
| ---- | ---- | ---- | ---- | ---- | ---- | ---- |
| 503  | ↗600 | ↗651 | ↘400 | →400 | ↘362 | ↗534 |
| 2003 | 2010 |      |      |      |      |      |
| ↘484 | ↘371 |      |      |      |      |      |

## Улицы
| - ул. Калинина, - ул. Ленинская, - ул. Лесная, - ул. Полевая, - ул. Школьная. |

## Экономика
Сельскохозяйственные предприятия Спасского района.